# El desafío (película de 2015)
El desafío es una película argentina del género de comedia romántica estrenada el 29 de enero de 2015, dirigida por Juan Manuel Rampoldi y que tiene como protagonistas a Nicolás Riera, Rocío Igarzábal, Gastón Soffritti y Dario Lopilato; con la participación especial de Diego Ramos. 

## Sinopsis
La historia transcurre en el parador “Delta Beach” cuando llega el famoso programa de televisión de búsqueda de talentos, “El Desafío".
Todos los habitantes del lugar tendrán la oportunidad de probar sus talentos y Juan (Nicolás Riera) y Hernán (Gastón Soffritti), amigos de la infancia, se ven enfrentados por viejos rencores que vuelven a surgir en el momento en que la llegada del programa les abre la posibilidad de dar un vuelco a sus vidas. Hernán debe conseguir un contrato para alquilar su parador y así salvarlo de la quiebra. Juan se enfrenta a la posibilidad de probar su talento como cantante pero el miedo de perder a sus hermanos menores, que están bajo su tutela después de haber quedado huérfanos, le impide tomar una decisión.
Además, con el equipo del programa llegan Julieta (Rocío Igarzábal) una joven y hermosa productora y Willy (Diego Ramos) el despiadado y déspota conductor del programa. A medida que Julieta conoce a Juan y a Hernán y la vida en la isla, su realización profesional y su ética entran en conflicto con los métodos maquiavélicos de su jefe, Willy.

## Reparto
- Nicolás Riera como Juan.
- Rocío Igarzábal como Julieta.
- Gastón Soffritti como Hernán.
- Diego Ramos como Guillermo "Willy".
- Darío Lopilato como Alfredo "Rulo".
- Silvina Acosta como Karina.
- Maida Andrenacci como Victoria "Vicky".
- Mirela Payret como Andrea Supini.
- Juanma Muniagurria como Dante Foc.
- Alejandro Porro como Mateo.
- Josefina Galli como Soledad "Sole".
- Flavia Noguera como Rocky.
- Claudio Germán Romero como Lisandro.
- Luciano Pizzichini como Francisco "Fran".
- Andrés Serebrenik como Asistente de producción.
- Lara Sol Gaudini como Margarita "Marga".
- Emanuel Zaldua como El Mago.
- Germán Tripel como Julián "Tripa".
- Javier Maestro como Padre de Juan.
- Virginia Kauffman como Madre de Juan.